# Roberto Capparelli
Roberto Capparelli Coringrato (Argentina; 1923) es un futbolista argentino-boliviano de los años 40 del siglo XX. 

## Biografía
De gran complexión física, fue un delantero muy eficaz de los años 40 del Club The Strongest de la ciudad de La Paz - Bolivia, donde vivió la parte más exitosa de su carrera siendo parte del equipo que consiguió el BiCampeonato 1945-46.
Además participó en el 1º Campeonato Nocturno en Oruro de 1946, que fue el segundo torneo nacional de clubes de la historia del fútbol boliviano.
En 1948 es cedido al Club Deportivo Litoral de La Paz que en aquellos momentos vivía su época dorada al lograr el TriCampeonato de la LPFA 1947-48-49 y ser así parte del representante boliviano en el Campeonato Sudamericano de Campeones de Chile en 1948, siendo Capparelli el segundo máximo goleador del torneo con 4 tantos anotados.
En 1949 vuelve a The Strongest y en 1950, después de obtener la nacionalidad boliviana, es convocado para el Seleccionado Nacional que participó en el Mundial de Brasil de 1950.
Así también este mismo año de 1950 juega el 1º Torneo Profesional de Fútbol de Bolivia, organizado por la Asociación de Fútbol de La Paz vistiendo los colores de The Strongest.

## Clubes
| Club              | País    | Año       |
| ----------------- | ------- | --------- |
| The Strongest     | Bolivia | 1946-1947 |
| Litoral de La Paz | Bolivia | 1948      |
| The Strongest     | Bolivia | 1949-1951 |

## Palmarés

### Campeonatos nacionales
| Título                | Club          | País    | Año  |
| --------------------- | ------------- | ------- | ---- |
| Campeonato de la LPFA | The Strongest | Bolivia | 1946 |
| Campeonato de la LPFA | Litoral       | Bolivia | 1948 |

## Selección boliviana
| Competición       | País   | Resultado | Año  |
| ----------------- | ------ | --------- | ---- |
| Mundial de Fútbol | Brasil | 1ª fase   | 1950 |